# Anthurium caperatum
Anthurium caperatum är en kallaväxtart som beskrevs av Thomas Bernard Croat och R.A.Baker. Anthurium caperatum ingår i släktet Anthurium och familjen kallaväxter. Inga underarter finns listade.